# Olivia Powrie
Olivia Elizabeth Powrie –conocida como Polly Powrie– (Auckland, 9 de diciembre de 1987) es una deportista neozelandesa que compite en vela en la clase 470. 
Participó en dos Juegos Olímpicos de Verano, obteniendo dos medallas, oro en Londres 2012 y plata en Río de Janeiro 2016, ambas en la clase 470 (junto con Joanna Aleh). Ganó cinco medallas en el Campeonato Mundial de 470 entre los años 2010 y 2016.
En 2013 fue nombrada Regatista Mundial del Año por la Federación Internacional de Vela junto con su compañera de la clase 470, Joanna Aleh.

## Palmarés internacional
| \| Juegos Olímpicos \| Juegos Olímpicos \| Juegos Olímpicos \| Juegos Olímpicos \| \| Año \| Lugar \| Medalla \| Clase \| \| ------------------ \| ----------------------- \| ----------------- \| ---------------- \| \| 2012 \| Londres (Reino Unido) \| Medalla de oro \| 470 \| \| 2016 \| Río de Janeiro (Brasil) \| Medalla de plata \| 470 \| \| Campeonato Mundial \| \| \| \| \| Año \| Lugar \| Medalla \| Clase \| \| 2010 \| La Haya (Países Bajos) \| Medalla de plata \| 470 \| \| 2011 \| Perth (Australia) \| Medalla de bronce \| 470 \| \| 2013 \| La Rochelle (Francia) \| Medalla de oro \| 470 \| \| 2014 \| Santander (España) \| Medalla de plata \| 470 \| \| 2016 \| San Isidro (Argentina) \| Medalla de plata \| 470 \| |                         |                   |       |
| Juegos Olímpicos |                         |                   |       |
| Año | Lugar                   | Medalla           | Clase |
| 2012 | Londres (Reino Unido)   | Medalla de oro    | 470   |
| 2016 | Río de Janeiro (Brasil) | Medalla de plata  | 470   |
| Campeonato Mundial |                         |                   |       |
| Año | Lugar                   | Medalla           | Clase |
| 2010 | La Haya (Países Bajos)  | Medalla de plata  | 470   |
| 2011 | Perth (Australia)       | Medalla de bronce | 470   |
| 2013 | La Rochelle (Francia)   | Medalla de oro    | 470   |
| 2014 | Santander (España)      | Medalla de plata  | 470   |
| 2016 | San Isidro (Argentina)  | Medalla de plata  | 470   |